# Seleção Japonesa de Rugby Union
A Seleção Japonesa de Rugby Union é uma equipe de rugby union que representa o Japão em jogos internacionais. 
A partir da temporada de 2015 houve um grande avanço no Rugby Union nacional, sendo confirmado ao fim da mesma a inclusão de equipes japonesas no Super Rugby, competição que une equipes do Hemisfério Sul e que a partir de 2016 receberá times do Japão e os melhores classificados de qualificatórias asiáticas.
Em 2015 ainda a seleção nipônica obteve sua melhor copa desde sua estreia em 1987, na Nova Zelândia, obtendo 3 vitórias e apenas uma derrota, terminando em 3° lugar em seu grupo, que também estavam África do Sul (1°), Escócia (2°), Samoa Ocidental (4°) e Estados Unidos (5° e último colocado), porém não obteve classificação para as fases seguintes pois apenas duas equipes dos 4 grupos se classificam.
Como será país-sede da próxima Copa do Mundo de Rugby Union em 2019, já está classificado como cabeça-de-chave do grupo 1 e também receberá diversas oportunidades para divulgar o esporte com amistosos em diversas parte do mundo a partir de 2017, dois anos exatos faltando para o início da competição.

## Desempenho em Copas do Mundo
| Ano  | Desempenho    | Jogos | Vitória                            | Empate | Derrota                             |
| ---- | ------------- | ----- | ---------------------------------- | ------ | ----------------------------------- |
| 1987 | Primeira fase | 3     |                                    |        | Estados Unidos Inglaterra Austrália |
| 1991 | Primeira fase | 3     | Zimbábue                           |        | Escócia Irlanda                     |
| 1995 | Primeira fase | 3     |                                    |        | País de Gales Irlanda Nova Zelândia |
| 1999 | Primeira fase | 3     |                                    |        | Samoa País de Gales Argentina       |
| 2003 | Primeira fase | 4     |                                    |        | Escócia França Fiji Estados Unidos  |
| 2007 | Primeira fase | 4     |                                    | Canadá | Austrália Fiji País de Gales        |
| 2011 | Primeira fase | 4     |                                    | Canadá | França Nova Zelândia Tonga          |
| 2015 | Primeira fase | 4     | África do Sul Estados Unidos Samoa |        | Escócia                             |